# Раздериха (приток Учи)
Раздери́ха — река в Московской области России, правый приток реки Учи. Большей частью протекает по территории городского округа Мытищи. Исток находится в 2 км к западу от платформы Луговая Савёловского направления Московской железной дороги. Протекает по южной границе микрорайона Луговая города Лобни, где запружена. Впадает в Учу в 3 км выше Пяловского водохранилища системы канала имени Москвы. Длина — около 10 км.
На реке расположены деревня Шолохово и село Федоскино. Пересекается с Дмитровским шоссе А104.